# Alchemilla amauroptera
Alchemilla amauroptera es una especie de planta del género Alchemilla, perteneciente a la familia Rosaceae.

## Taxonomía
Alchemilla amauroptera fue descrita por Plocek en 1991.

## Distribución
Se encuentra en el territorio de los Montes Tatras.